# Nemesia bacelarae
Espèce
Nemesia bacelarae est une espèce d'araignées mygalomorphes de la famille des Nemesiidae.

## Distribution
Cette espèce se rencontre au Portugal et en Espagne en Castille-et-León,.

## Description
Le mâle holotype mesure 11,9 mm et la femelle paratype 17,2 mm, les mâles mesurent de 11,0 à 13,0 mm et les femelles de 16,5 à 17,9 mm.

## Étymologie
Cette espèce est nommée en l'honneur de l'arachnologiste Amélia Bacelar.

## Publication originale
- Decae, Cardoso & Selden, 2007 : Taxonomic review of the Portuguese Nemesiidae (Araneae, Mygalomorphae). Revista Iberica de Aracnologia, vol. 14, p. 1-18 (texte intégral).